# Outerbanks Entertainment
Outerbanks Entertainment és una companyia de producció de sèries de cinema i televisió nord-americana fundada el 29 de juny de 1995 pel guionista Kevin Williamson amb seu a Los Angeles a l'estat de Califòrnia. El nom fa referència als orígens de Williamson a Oriental, Carolina del Nord.